# Eleni Mavrou
Eleni Mavrou (Grieks: Ελένη Μαύρου) (Girne, 2 februari 1961) is een Cypriotisch politica. Op 17 december 2006 werd Mavrou verkozen tot burgemeester van Nicosia. Ze werd hiermee de eerste vrouwelijke burgemeester van de hoofdstad van haar land. In 2011 werd ze niet herverkozen. Op 20 maart 2012 werd Mavrou benoemd als minister van Binnenlandse Zaken. Ook hier was ze de eerste vrouw die deze functie toegewezen kreeg.
Mavrou is ridder in de Nationale Orde van Verdienste van Frankrijk.